# Plagionotus andreui
Plagionotus andreui là một loài bọ cánh cứng trong họ Cerambycidae.